# Justyna Matysiak
Justyna Matysiak (ur. 1979 w Poznaniu) – polska artystka tworząca w nurcie art brut, rysowniczka.
W 1997 roku, jako jedyna osoba z Polski, została wyróżniona nagrodą Grand Prix Insita podczas Triennale sztuki art brut/outsider art Słowackiej Galerii Narodowej. W 2000 roku zaczęła uczęszczać na Warsztaty Terapii Zajęciowej Krzemień w Poznaniu, a osiem lat później dołączyła do Otwartej Pracowni poznańskiej Galerii Tak.
Tworzy konturowe rysunki wypełnione drobnymi liniami; całość jest wykonana kolorowymi cienkopisami. Z początku tworzyła prace o ograniczonej gamie barw, których tematem były głównie zwierzęta i architektura. Pod koniec pierwszej dekady XXI w. znacznie poszerzyła gamę kolorystyczną i w nowej konwencji zaczęła tworzyć wieloformatowe rysunki przedstawiające kobiety, w których widać zainteresowanie modą. Postaci dopełnia autoreferencyjny tekst, który wyraża pragnienia i marzenia związane z miłością, przełamuje także seksualne tabu. W późniejszych tekstach wzmaga się poczucie bólu i motyw buntu kobiety. Według Sabiny Pawlik opisy w pracach Matysiak są niezwykle szczere i przejmujące.
Prace Matysiak są częścią kolekcji polskich i zagranicznych instytucji, takich jak: Państwowe Muzeum Etnograficzne w Warszawie, Muzeum Etnograficzne w Krakowie, Muzeum Śląskie w Katowicach, Musée de la Création Franche, Słowacka Galeria Narodowa, The Museum of Everything, czy Muzeum Sztuki Współczesnej w Ołomuńcu.

## Wystawy
- 2007: Justyna Matysiak – Moment, Galeria Tak[5]
- 2009–2010: Vivat Insita! Rysunki Justyny Matysiak, Muzeum Śląskie w Katowicach[6] (pierwsza wystawa art brut w historii muzeum)[7]
- 2010: wystawa monograficzna w ramach Triennale Insita, Słowacka Galeria Narodowa[8]
- 2010: Justyna Matysiak, Instytut Polski w Pradze[6]
- 2010: Justyna Matysiak, Galeria Hamer, Amsterdam[6]
- 2011: Jahresausstellung, Kunshaus Kannen, Munster – wystawa zbiorowa[6]
- 2013: The Host in a Bottle, Art & Marges Museum, Bruksela – wystawa zbiorowa[6]
- 2013: Justyna Matysiak/ Czarne serce, Galeria Tak[6]
- 2014: Piękno w Pakiecie X3. Justyna Matysiak, Iwona Mysera i Mikołaj Ławniczak, Galeria Tak[9]
- 2016: Szara strefa sztuki – polscy twórcy art brut, Państwowe Muzeum Etnograficzne w Warszawie – wystawa zbiorowa[6]
- 2016: Outsider Art + Design, Poznań Design Days – wystawa ze studentami Katedry Biżuterii ASP w Łodzi, którzy zaprojektowali obiekty inspirowane pracami Matysiak[4]
- 2017–2018: Art brut prezentacje. Justyna Matysiak, Muzeum Śląskie w Katowicach[3]
- 2017: Nie jestem już psem, Muzeum Śląskie w Katowicach – wystawa zbiorowa[10]
- 2016: Po co wojny są na świecie. Sztuka współczesnych outsiderów, Muzeum Sztuki Nowoczesnej w Warszawie – wystawa zbiorowa[11]
- 2018: Kobieta i mężczyzna, Galeria Art Brut, Centrum Kultury w Lublinie[6]